# Muhammad I'maadi Abd Aziz
Muhammad I'maadi Bin Abd Aziz, né le 21 novembre 1992 à Tutong, est un coureur cycliste brunéien. Son frère Muhammad Raihaan est également cycliste.

## Biographie
En 2012, Muhammad I'maadi Abd Aziz rejoint la première équipe continentale brunéienne de l'histoire : CCN Cycling Team, en compagnie de son frère Muhammad Raihaan et de plusieurs autres compatriotes. 
Au cours de la saison 2014, il rejoint l'équipe du Centre mondial du cyclisme à Aigle, en Suisse,. Avec celle-ci, il participe notamment à la Transversale des As de l'Ain (69e) à Annemasse-Bellegarde et retour (96e), ou encore à la Côte picarde, épreuve de la Coupe des Nations espoirs où il termine hors délais. Fin mai, il se distingue en prenant la dixième place du championnat d'Asie sur route espoirs à Astana. En été, il est sélectionné pour participer aux Jeux du Commonwealth, organisés à Glasgow en Écosse. Porte-drapeau et seul athlète brunéien, il est tout d'abord contraint à l'abandon lors de l'épreuve de la course aux points, et termine 13e du scratch sur 17 concurrents, et ce pour ses débuts sur la piste. Quelques jours plus tard, il est contraint à l'abandon lors de la course sur route, tout comme la plupart des concurrents. En effet, sur les 139 engagés au départ, seulement douze ont terminé la course en raison de fortes pluies.
En 2018, il participe aux championnats d'Asie sur piste à Nilai. 

## Palmarès
- 2012
  - Pehin Yahya Cycling Race
- 2013
  - Brunei Race 2
  - 2e du championnat de Brunei sur route

## Classements mondiaux
| Année                                 | 2014 |
| ------------------------------------- | ---- |
| UCI Asia Tour                         | 349e |
|                                       |      |
| Légende : nc = non classéSource : UCI |      |